# 3-MeO-PCMo
3-MEO-PCMo es un fármaco anestésico disoactivo que tiene una estructura similar a la fenciclidina y se vende en línea como fármaco de diseño. El efecto inhibidor de 3-MeO-PCMo sobre la reducción de la densidad de los clústeres de drebrin por estimulación NMDAR con ácido glutámico es menor que el de PCP o 3-MeO-PCP, con valores de concentración inhibitoria media máxima (IC50) 26.67 μM (3-MeO-PCMo), 2.02 μM (PCP) y 1.51 μM (3-MeO-PCP).